# Attagenus lobatus
Attagenus lobatus är en skalbaggsart som beskrevs av Wilhelm Gottlob Rosenhauer 1856. Attagenus lobatus ingår i släktet Attagenus och familjen ängrar. Inga underarter finns listade i Catalogue of Life.